# Coleophora halophilella
Coleophora halophilella is een vlinder uit de familie kokermotten (Coleophoridae). De wetenschappelijke naam is voor het eerst geldig gepubliceerd in 1926 door Zimmermann.
De soort komt voor in Europa.